# リュウゼツラン科
リュウゼツラン科（リュウゼツランか、Agavaceae）は単子葉植物に属する科で、木本または大型の常緑多年草からなる。リュウゼツラン、ユッカ、ドラセナなどを含む。古くはユリ科（子房上位のユッカ、ドラセナなど）とヒガンバナ科（子房下位のリュウゼツランなど）に分けられていたが、その他の形態的類似性を重視して1つにまとめられた。おおむね下記の属をリュウゼツラン科としている。しかし科をさらに細かくDoryanthaceae、Dracaenaceae(リュウケツジュ科)、Phormiaceae、Asteliaceae、Nolinaceae(トックリラン科)などに細分する意見もある。APG植物分類体系では、ユリ科とともに分類が再編成されている（新しい分類参照）。

## 特徴
熱帯・亜熱帯の主に乾燥地帯に分布するが、ギボウシ属は日本を含む東アジアに分布する。リュウゼツランなどの多肉植物もあり、また葉が硬く乾燥に強いものも多い。庭木や観葉植物などとして栽培されるものが多い。花は円錐花序を作る。経済的に重要なものとしては、繊維を採るサイザルアサ（リュウゼツラン属）、マオランや、樹液をテキーラの原料とするリュウゼツランなどがある。

## 属
（狭義のリュウゼツラン科）
- リュウゼツラン属 Agave - リュウゼツラン
- Beschorneria
- マンネンラン属 Furcraea - マンネンラン
- Hesperaloe
- Littaea
- Manfreda
- チューベローズ属 Polianthes - チューベローズ
- Prochnyanthes
- ユッカ属 Yucca - ユッカ

（Doryanthaceae）
- Doryanthes

（Dracaenaceae）
- リュウケツジュ属（ドラセナ属） Dracaena - ドラセナ
- チトセラン属 Sanseviera - チトセラン

（Phormiaceae）
- Agrostocrinum
- Corynotheca
- Dianella
- Excremis
- マオラン属 Phormium - マオラン
- Stypandra
- Thelionema

（Asteliaceae）
- センネンボク属 Cordyline - センネンボク
- Astelia
- Collospermum
- Milligania
- Neoastelia
- クロロフィツム属 Chlorophytum ‐ オリヅルラン

（Nolinaceae）
- トックリラン属 Beaucarnea - トックリラン
- Nolina
- ダシリリオン属 Dasylirion

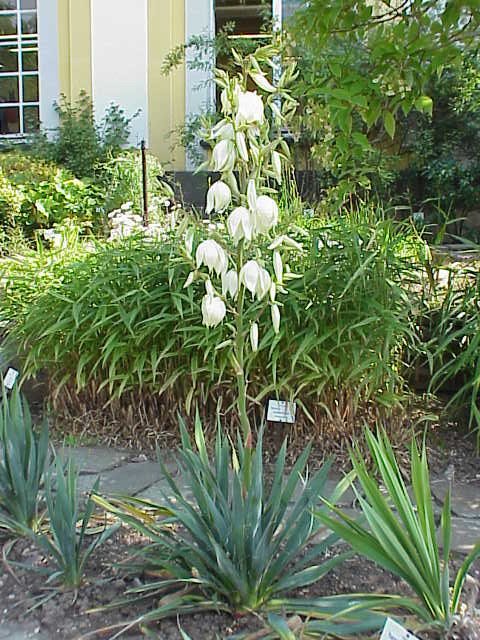
ユッカ（イトラン） Yucca filamentosa
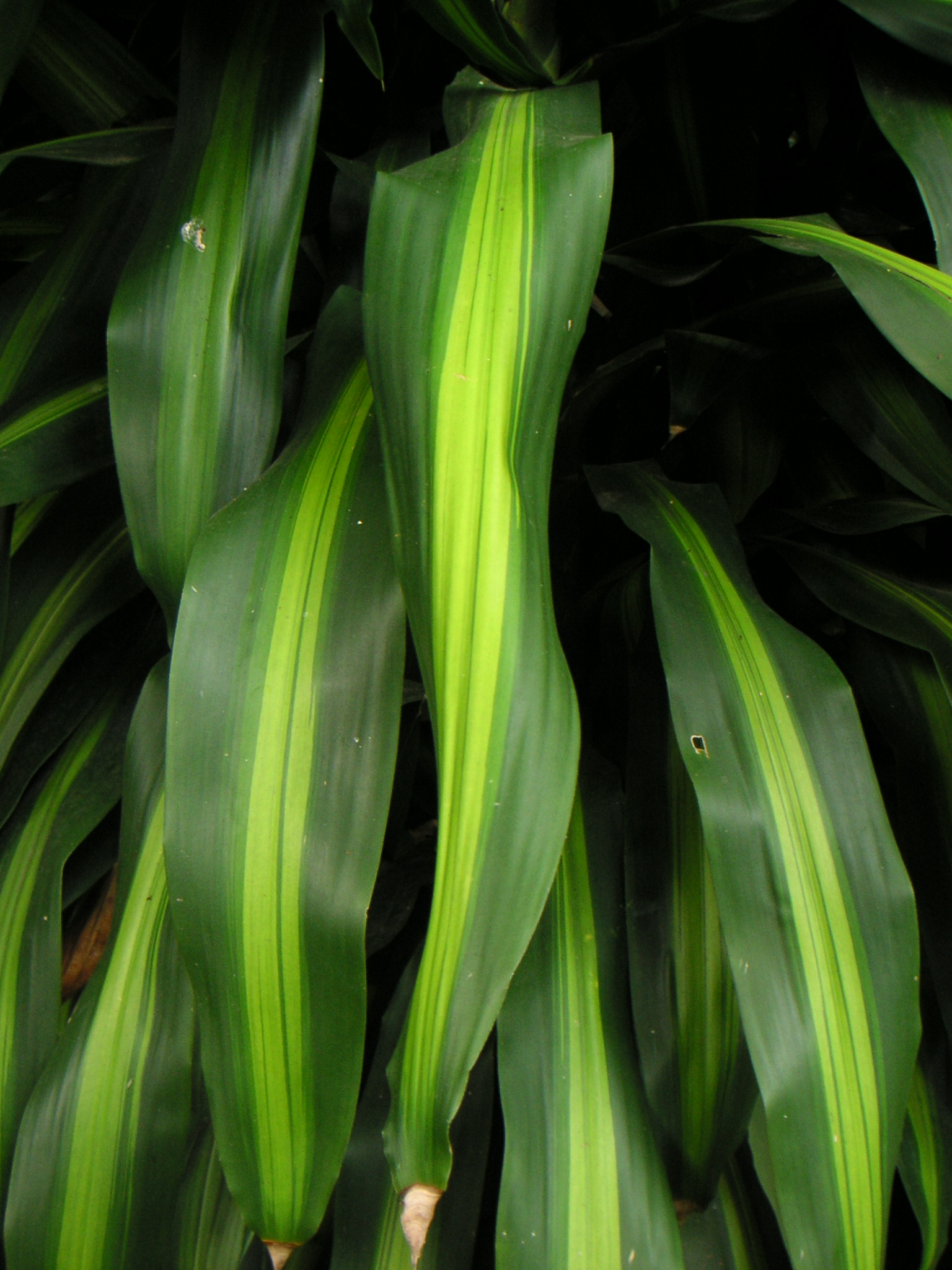
ドラセナ（シマセンネンボク） Dracaena fragrans
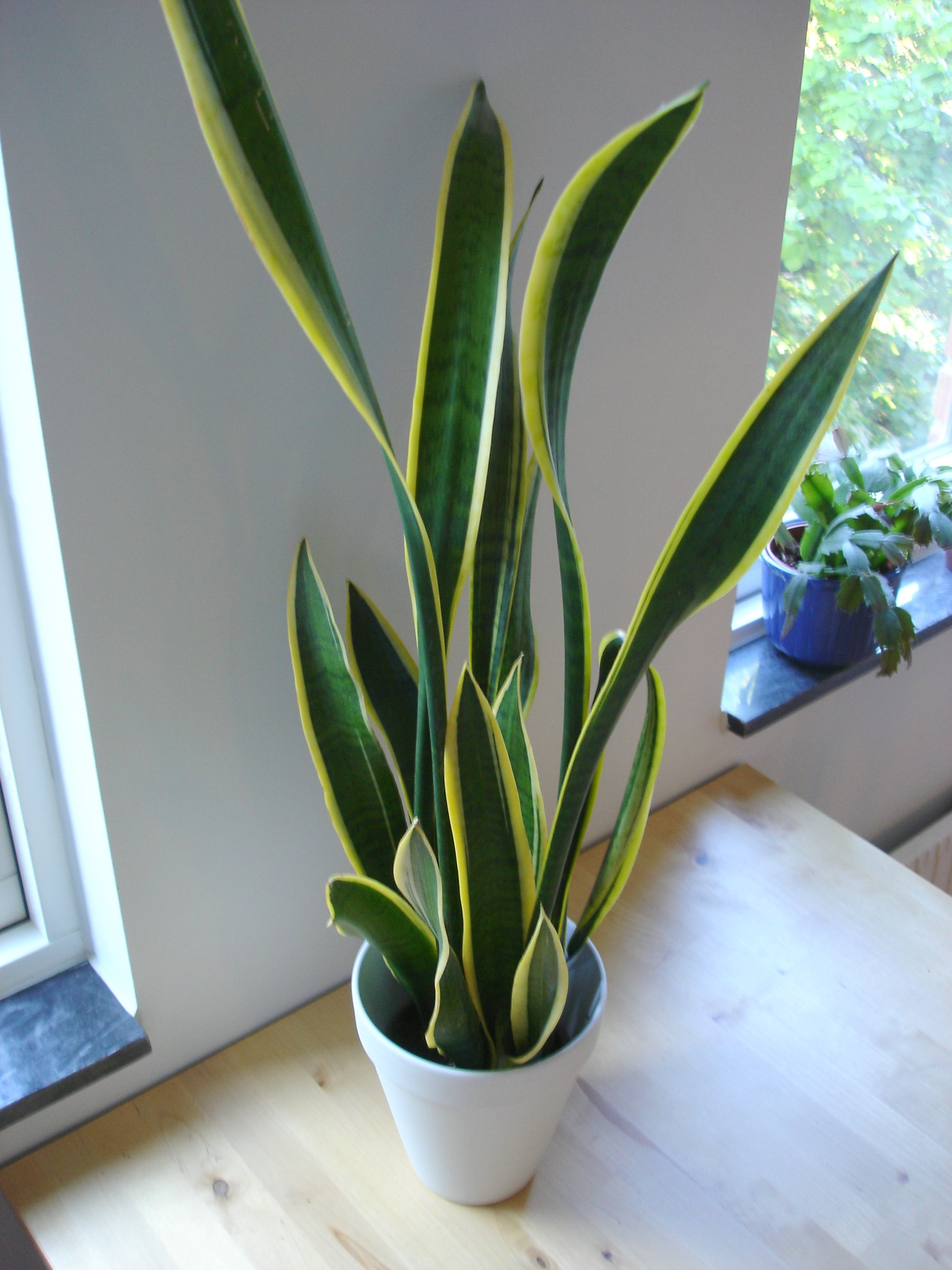
チトセラン（サンセベリア） Sansevieria trifasciata
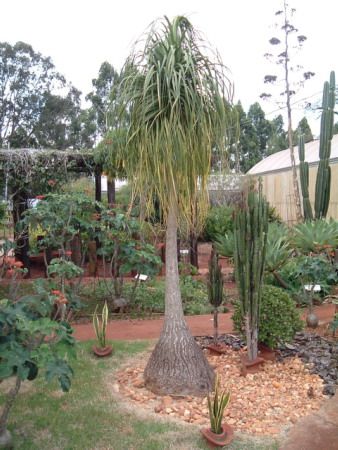
トックリラン Nolina recurvata 下が膨れて徳利のような形になる

## 新しい分類
新しいAPG植物分類体系では、リュウゼツラン科を従来のユリ科とともに以下のように再編成している：
- Doryanthaceae、およびAsteliaceae（Cordyline以外）：それぞれ独立の科
- 上記のDracaenaceae、Nolinaceae：スズラン科へ
- 上記のPhormiaceae：キスゲ科へ
- Cordyline：ラクスマニア科へ

また
- 旧ユリ科の一部の属（ハナスゲ属Anemarrhena、Anthericum、Behnia、Camassia、Chlorogalum、オリヅルラン属Chlorophytum、Comospermum、Echeandia、Herreria、Herreriopsis、Hesperocallis、ギボウシ属Hosta[日本にも自生]、Simethis、Sowerbaea）をリュウゼツラン科に含める。

APG植物分類体系第3版（APG III）では、キジカクシ科に含めている。